# Conde de Moser
Conde de Moser é um título nobiliárquico criado por D. Carlos I de Portugal, por Decreto de 23 de Janeiro de 1890, em favor de Eduardo de Moser, antes 1.º Visconde de Moser.
Titulares
1. Eduardo de Moser, 1.º Visconde e 1.º Conde de Moser;
2. Henrique Jorge de Moser, 2.º Conde de Moser.

Após a Implantação da República Portuguesa, e com o fim do sistema nobiliárquico, usaram o título: 
1. Eduardo Henrique Hofacker de Moser, 3.º Conde de Moser;
2. Eduardo Henrique Hofacker de Moser, 4.º Conde de Moser;
3. Eduardo de Lima Mayer Hofacker de Moser, 5.º Conde de Moser.